# Grizzly Bear

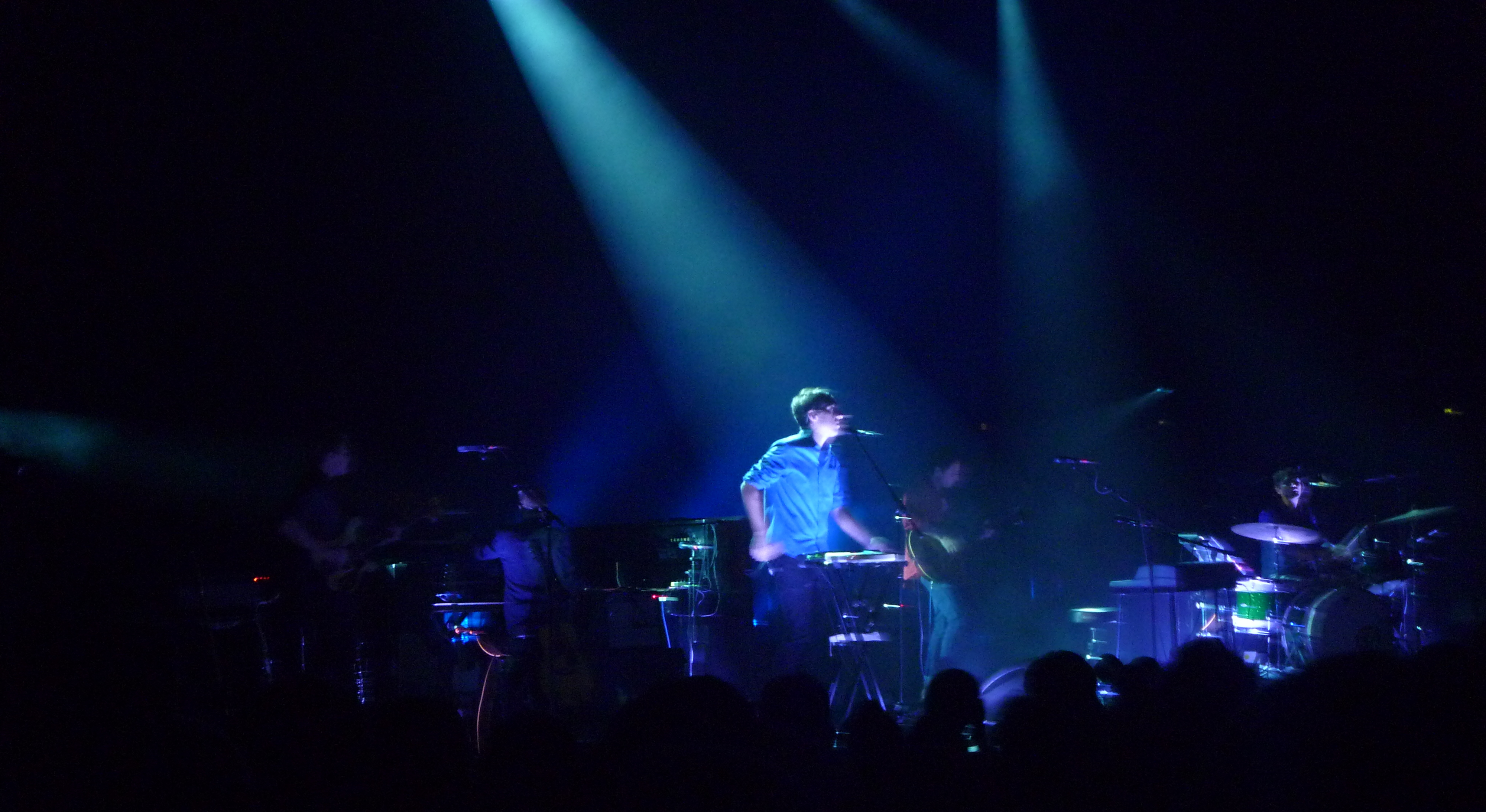
Grizzly Bear (2012)

Grizzly Bear — американський інді-рок гурт з Брукліну, Нью-Йорк, сформований у 2002 році. До складу гурту входять Едвард Дросте (вокал, клавішні, омнікорд), Деніел Россен (вокал, гітара, банджо, клавішні), Кріс Тейлор (бас, бек-вокал та інші інструменті, продюсування) та Крістофер Беар (ударні, бек-вокал).
Гурт використовує як традиційні, так і електронні музичні інструменти. Їхнє звучання можна охарактеризувати як психоделічний поп, фолк-рок та експериментальний рок з використанням вокальних гармоній. Гурт є одним з небагатьох колективів, підписаних на лейблі Warp Records, які виконують не електронну музику.

## Склад гурту
- Ед Дросте — основний вокал, клавішні, гітара, омнікорд (з 2002 року)
- Деніел Россен — основний вокал, гітара, клавішні (з 2005 року)
- Кріс Тейлор — бас-гітар, бек-вокал, інші інструменти, продюсування (з 2005 року)
- Крістофер Беар — ударні, перкусія, бек-вокал (з 2004 року)

## Дискографія

### Студійні альбоми
- Horn of Plenty (2004)
- Yellow House (2006)
- Veckatimest (2009)
- Shields (2012)
- Painted Ruins (2017)

### Мініальбоми
- Sorry for the Delay (2006)
- Friend (2007)